# Ecoduct Wambach
Het ecoduct Wambach is een ecoduct over de autosnelweg A74, ter hoogte van de Nederlandse plaats Tegelen (gemeente Venlo).

## Naamsherkomst
Het ecoduct is vernoemd naar het verdwenen Kasteel Wambach, de Wambachgroeve en de buurtschap Wambacherhof.

## Ecologische verbinding
Het ecoduct Wambach speelt een rol in het herstel van de ecologische verbindingen tussen Nationaal Park De Meinweg, de Brunssummerheide en – via  het Reichswald – de Jammerdaalse Heide en Nationaal Park De Maasduinen. Samen met de ecopassage Steilrand en ecoduct Klavertje 4 zorgt dit ecoduct ervoor dat kleine zoogdieren, reptielen en insecten hun weg kunnen vinden tussen de Natura 2000-gebieden rondom de gemeente Venlo.

## Grootste ecoduct
Tijdens de ontwerpfase zou het ecoduct aanvankelijk 23 meter breed worden en de naam Ulingsheide krijgen, maar de Milieufederatie vond dat te smal. Er moest een vrijliggend, fors ecoduct komen zodat ook edelherten zouden kunnen migreren tussen de natuurgebieden. Aangezien de A74 ook nog in aanleg was, kon de wens van de Milieufederatie worden meegenomen in het definitieve plan. In 2011, toen het ecoduct gereed kwam, was het met een breedte van 58 meter het breedste ecoduct van Nederland.